# Masashi Ōguro
Masashi Oguro (*Toyonaka, Osaka, Japón, 4 de mayo de 1980) es un futbolista japonés. Juega de delantero y su actual equipo es el Tochigi SC de J2 League.

## Selección nacional
Ha sido internacional con la Selección nacional de fútbol de Japón, ha jugado 22 partidos internacionales y ha convertido 5 goles.

## Participaciones en Copas del Mundo
| Mundial                        | Sede     | Resultado    | Partidos | Goles |
| ------------------------------ | -------- | ------------ | -------- | ----- |
| Copa Mundial de Fútbol de 2006 | Alemania | Primera fase | 3        | 0     |

## Clubes
| Club                 | País    | Año           |
| -------------------- | ------- | ------------- |
| Gamba Osaka          | Japón   | 1999-2000     |
| Consadole Sapporo    | Japón   | 2001          |
| Gamba Osaka          | Japón   | 2002-2005     |
| Grenoble Foot 38     | Francia | 2006          |
| Torino Football Club | Italia  | 2006-2008     |
| Tokyo Verdy          | Japón   | 2008-2010     |
| FC Tokyo             | Japón   | 2010          |
| Yokohama Marinos     | Japón   | 2011-2013     |
| Hangzhou Greentown   | China   | 2013-2014     |
| Kyoto Sanga FC       | Japón   | 2015-2018     |
| Tochigi SC           | Japón   | 2019-Presente |